# Koszmosz–690
A Koszmosz–690 ( oroszul: Космос–690) űrbiológiai kísérletekre szolgáló szovjet Bion típusú műhold.

## Küldetés
A Zenyit felderítő műholdon alapuló Bion (12KSZ) típusú műhold, melyet a kujbisevi CSZKB-Progressz vállalat gyártott. Programját szovjet, csehszlovák és román tudósok által összeállított kutatási program határozta meg.

## Jellemzői
1974. október 22-én a Pleszeck űrrepülőtérről egy Szojuz–U típusú hordozórakétával juttatták Föld körüli, közeli körpályára. Az orbitális egység pályája 90,4 perces, 62,8 fokos hajlásszögű, elliptikus pálya-perigeuma 223 km, apogeuma 389 km volt. Tömege 5500 kg. Áramforrása kémiai akkumulátorok voltak.
35 laboratóriumi patkányon, teknősökön, rovarokon, különféle mikroorganizmusokon és gombákon végeztek sugárbiológiai vizsgálatokat. A kutatási program az űrhajón/űrállomáson kívül végzett, űrhajósokra ható sugártényezők hatásainak vizsgálata volt.
Aktív szolgálati ideje 21 nap volt, november 12-én befejeződött, amikor egy gömb formájú, 2400 kg tömegű visszatérő egység, benne a  kísérleti állatokkal, ejtőernyővel tért vissza a Földre.